# فیلیس پرسال

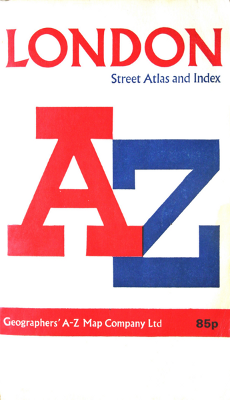
جلد اطلس خیابانی A-Z لندن، تولید شده توسط فیلیس پیرسال

فیلیس پرسال (انگلیسی: Phyllis Pearsall; ۲۵ سپتامبر ۱۹۰۶ – ۲۸ اوت ۱۹۹۶) نقاش و نویسنده بریتانیایی بود که شرکت نقشه‌برداری AZ Geographers را تأسیس کرد، که برای آن به عنوان یکی از موفق‌ترین تجارت‌پیشه‌های قرن بیستم شناخته می‌شود. او به اشتباه به عنوان اولین فردی که نقشه شهر لندن را طراحی کرده شناخته می‌شود.

## سنین جوانی و تحصیل
فیلیس ایزابلا گروس در شرق دالویچ لندن در ۲۵ سپتامبر ۱۹۰۶ به دنیا آمد. پدر او، الکساندر گروس (اصالتا گروس)، یک مهاجر مجارستانی-یهودی و مادرش، ایزابلا کرولی، یک سافرجت کاتولیک رومی ایرلندی-ایتالیایی بود که والدینش این را تأیید نمی‌کنند. فیلیس گراس یک کاتولیک رومی غسل تعمید یافت.
او با برادر بزرگترش، هنرمند آنتونی گراس، در لندن بزرگ شد و از سنین پایین به سراسر اروپا سفر کرد. پدرش شرکت نقشه‌برداری Geographia Ltd را تأسیس کرد، که نقشه‌های خیابانی از اکثر شهرهای بریتانیا را تهیه کرد و اگرچه در ابتدا موفق بود، اما در نهایت ورشکست شد. گروس چند سال بعد دوباره این شرکت را در ایالات متحده به نام Geographia Map Company راه اندازی کرد.
والدین او ازدواج بسیار پرتنشی داشتند که به زودی منجر به طلاق شد. مادرش دوباره ازدواج کرد اما چند سال بعد در یک آسایشگاه درگذشت.

## شروع نقشه‌برداری
در سال ۱۹۳۵، پیرسال یک نقاش پرتره شده بود، او در ۷۱ سالگی در شهر لندن در حالی که از آخرین نقشه ای که در آن زمان یافت می‌شد گم شد. این اتفاق باعث شد تا نقشه جدیدی را برای پوشش منطقه به سرعت در حال گسترش لندن، از جمله مکان‌های دیدنی مانند موزه‌ها، مسیرهای اتوبوس و غیره ایجاد کند.
پیرسال ادعا کرد که این کار شامل ۳۰۰۰ مایل پیاده‌روی برای بررسی نام ۲۳۰۰۰ خیابان لندن است و برای اینجا او بیدار شدن در ساعت ۵ صبح هر روز و نخوابیدن تا بعد از یک روز کاری ۱۸ را انجام داده. او در زندگی‌نامه خود به یک نکته جدید اشاره می‌کند: «شماره خانه‌ها در امتداد جاده‌های اصلی؛ من آنها را از ابتدا تا انتها راه رفته‌ام؛ آنها را در هیچ نقشه لندن دیگری نخواهید یافت.» اغلب چنین ادعا می‌شود که این اولین نقشه خیابان لندن نمایه شده است، اما این ادعا به راحتی با ارجاع به اطلس مرجع لندن و حومه بارتولومی، که از سال ۱۹۰۸ به بعد منتشر شد و به‌طور گسترده در دسترس بود، رد می‌شود.

## سالهای بعد
در سال ۱۹۶۶، او شرکت خود، Geographers' A–Z Map Co را به یک تراست تبدیل کرد تا اطمینان حاصل کند که هرگز خریداری نخواهد شد. این امر آینده شرکت و کارمندانش را تضمین کرد. از طریق اهدای سهام خود به تراست، او توانست استانداردها و رفتارهای مورد نظر خود را برای شرکت در اساسنامه خود بگنجاند.

## میراث
رادیو بی‌بی‌سی در سال ۲۰۰۰ نمایشنامه ای از زندگی فیلیس پیرسال توسط لوسی کاترین را در سال ۱۹۳۶ پخش کرد بیوگرافی، سفر خانم پی توسط سارا هارتلی، در سال ۲۰۰۱ منتشر شد.
در سال ۲۰۰۵ شورای ساوتوارک یک پلاک آبی روی خانه‌ای که او در کورت لین گاردنز، دالویچ در آن به دنیا آمده بود قرار داد.